# Порт-де-Клиши (станция метро)
Порт-де-Клиши (фр. Porte de Clichy) — станция линии 13 Парижского метрополитена расположенная на окраине XVII округа Парижа. Названа по развязке с Периферик (бывшие ворота стены Тьера на дороге, ведущей в пригород Парижа Клиши). На станции установлены платформенные раздвижные двери.

## История
- Станция открылась 20 января 1912 года в конце пускового участка Ля-Фурш — Порт-де-Клиши, одного из двух разветвлений тогдашней линии В компании Север-Юг. С 27 марта 1931 года станция, как и вся линия, была переподчинена управлению Парижского метрополитена и вошла в состав линии 13. До 3 мая 1980 года, когда открылся участок до станции Габриэль Пери, станция была конечной. 29 сентября 1991 года открылся переход на одноимённую станцию RER C.
- Пассажиропоток по станции по входу в 2011 году, по данным RATP, составил 4 156 619 человек[2]. В 2013 году этот показатель снизился до 4 021 254 пассажиров (122 место по уровню входного пассажиропотока в Парижском метро)[3].

## Конструкция и оформление
- Станция состоит из двух однопутных залов, расположенных на удалении друг от друга. К северу от станции между главными путями проложен петлевой разворотный путь, использовавшийся по прямому назначению в 1912-1980 годах. В оформлении станционных залов, как и на станциях Пастер и Порт-де-Версаль линии 12, комбинируются стили Андре-Мотте и традиционный дизайн станций, входивших в состав компании Север-Юг.

## Перспективы
Согласно официальным планам RATP, в перспективе пересадочный узел Порт-де-Клиши должен расшириться.

### Метро
В июне 2014 года начато строительство нового участка линии 14, строительство планируется завершить к 2019 году. Станционный зал будет располагаться под авеню де ля Порт-де-Клиши и бульваром Бессьер. Площадь строительства составит 8954 квадратных метра, длина платформ увеличится до 120,5 метров.. С открытием нового участка планируются изменения некоторых пригородных автобусных маршрутов.

### Трамвай
24 ноября 2018 года трамвайная линия № 3b была продлена от Порт-де-ля-Шапель до порта д'Аньер. На этом участке возможна пересадка на станцию метро "Порт-де-Клиши".

## Галерея

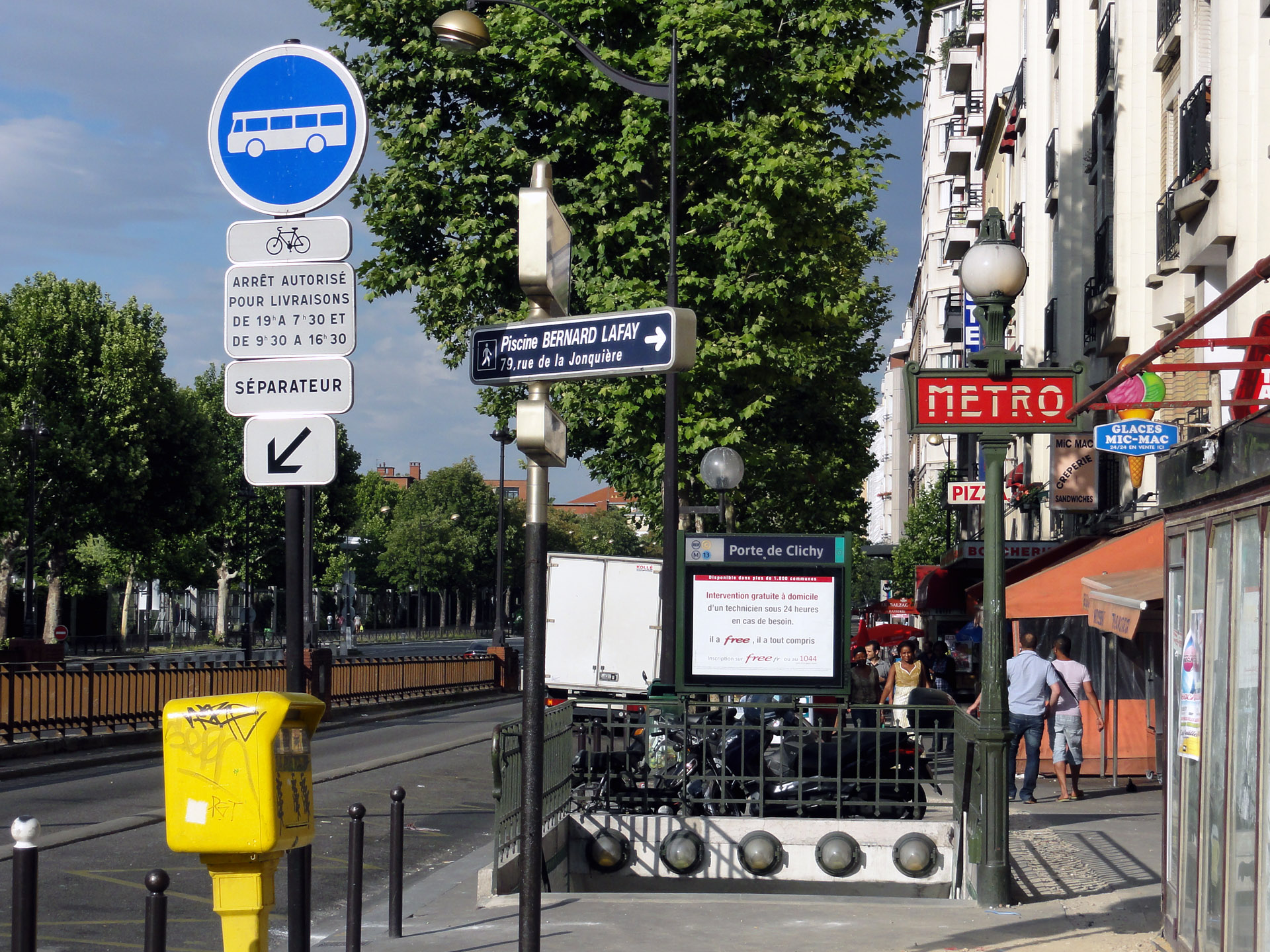
Вход на станцию
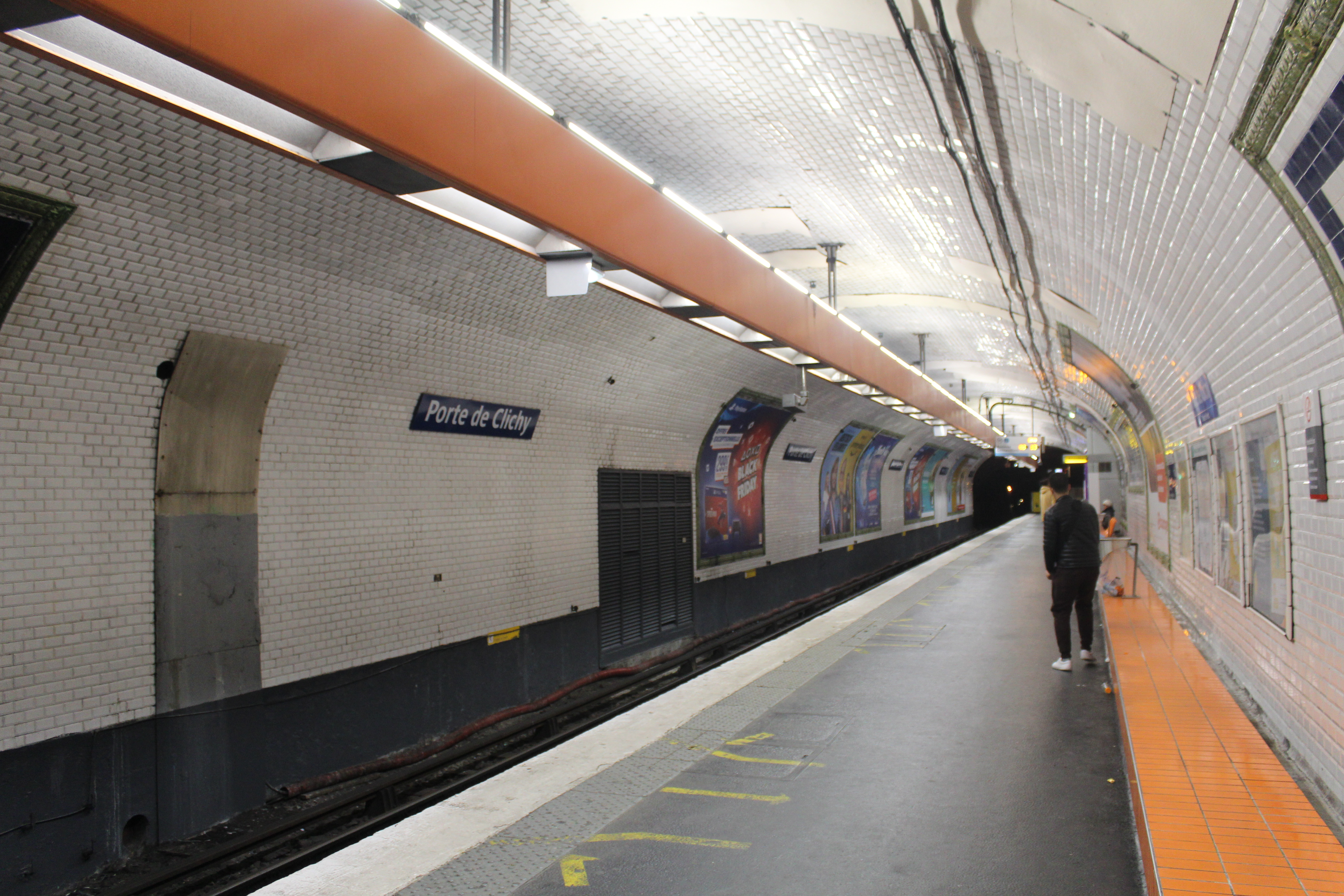
Зал линии 13